# موریس شروتر
موریس شروتر (انگلیسی: Morris Schröter؛ زادهٔ ۲۰ اوت ۱۹۹۵) بازیکن فوتبال اهل آلمان است.
از باشگاه‌هایی که در آن بازی کرده‌است می‌توان به باشگاه فوتبال دینامو درسدن، باشگاه فوتبال تسویکاو، و باشگاه فوتبال ماگدبورگ ۱ اشاره کرد.